# Union Grove (Teksas)
Union Grove je grad u američkoj saveznoj državi Teksas. Prema popisu stanovništva iz 2010. u njemu je živjelo 357 stanovnika.